# Basile Tapsoba

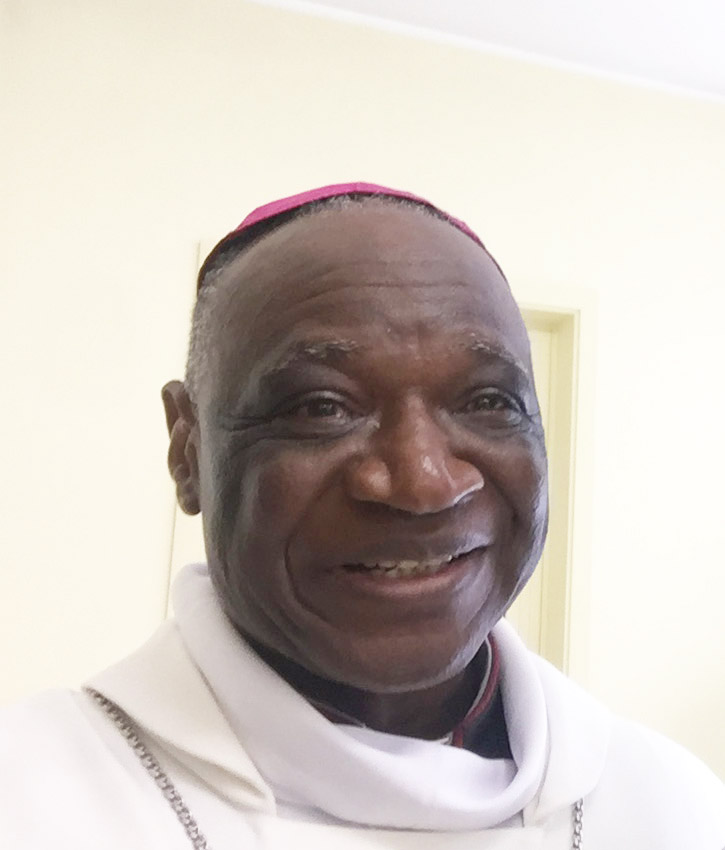
Bischof Basile Tapsoba

Basile Tapsoba (* 9. Dezember 1942 in Koudougou) ist ein burkinischer Geistlicher und emeritierter römisch-katholischer
Bischof von Koudougou.

## Leben
Basile Tapsoba empfing am 11. April 1958  die Priesterweihe für das Bistum Koudougou.
Papst Johannes Paul II. ernannte ihn am 19. Dezember 1981 zum Weihbischof in Koudougou und Titularbischof von  Mesarfelta. Der Erzbischof von Ouagadougou, Paul Kardinal Zoungrana MAfr, spendete ihm am 21. März des nächsten Jahres die Bischofsweihe; Mitkonsekratoren waren Erzbischof Justo Mullor García, Apostolischer Nuntius in der Elfenbeinküste und Apostolischer Pro-Nuntius in Burkina Faso, und Dieudonné Yougbaré, Bischof von Koupéla. 
Am 2. Juli 1984 wurde er zum Bischof von Koudougou ernannt. Von seinem Amt trat er am 21. Mai 2011 zurück.